# Centaurus Metals
A Centaurus Metals é uma companhia australiana pré-operacional do setor de mineração que desenvolve projetos para a produção de minério de ferro e ouro no Brasil, onde opera por meio das subsidiárias Centaurus Brasil Mineração e Centaurus Pesquisa Mineral. A companhia tem ações listas na bolsa de valores australiana (ASX) sob o código CTM.

## Histórico
A Centaurus foi fundada em 1989 para se tornar uma mineradora de minério de ferro focada no desenvolvimento de projetos na região Sudeste do Brasil, reconhecida pela abundância de minério e pela presença de grandes siderúrgicas como Usiminas e ArcelorMittal. A visão da empresa é “tornar-se um significativo produtor de minério de ferro de médio porte para o mercado brasileiro de aço e para o mercado global de exportação” conforme apresentada no website da empresa.

## História Recente
A mineradora vendeu em julho de 2015 o seu principal projeto, conhecido como Candonga, para a empresa brasileira Ecosinter. O empreendimento visa a produção em pequena escala de minério pronto para embarque, ou DSO (Direct Shipping Ore), com potencial para grande volume de minério de ferro granulado com alto teor, matéria-prima para produtores de gusa, e minério do tipo sínter para siderúrgicas para o mercado interno do Brasil. O projeto fica no município de Guanhães, em Minas Gerais, e tem um só processo junto ao Departamento Nacional de Produção Mineral (DNPM), 831.629/2004, cuja portaria de lavra foi requerida em março de 2015 e cuja Guia de Utilização foi obtida em fevereiro de 2015.
A mineradora tem ainda os projetos de minério de ferro Conquista, para a produção de minério de ferro pronto para a entrega; Jambreiro, com recursos de minério de ferro da ordem de 128 milhões de toneladas com teor de 28% Fe; Mombuca, de ouro e minério de ferro, em Itabira e Itambé do Mato Dentro, em Minas Gerais; e os projetos de minério de ferro Canavial, G100, Itambé, Passabém, Pitu, Ponta de Pedra, Curral Velho e Regional Guanhães.